# María José Siri
Maria José Siri (née en 1976 à Tala, Canelones) est une chanteuse lyrique soprano uruguayenne.

## Parcours
Maria José Siri étudie la voix à l'ENAL de Montevideo puis elle se perfectionne au conservatoire de Paris avec Ileana Cotrubas, puis à ceux de Nice et de Vienne. Elle interprète ses premiers rôles au Teatro Colon en Argentine (2005) et en Uruguay puis elle débute en Europe en 2008 avec Il trovatore au Théâtre Carlo-Felice de Gênes, dans le rôle de Leonora. Puis elle joue dans les plus prestigieux théâtres, comme La Scala de Milan, le Wiener Staatsoper, le grand théâtre du Liceu de Barcelone, le Théâtre de la Monnaie, le Staatsoper et le Deutsche Oper de Berlin, le Marinski de Saint-Pétersbourg, le Comunale de Bologne, le Nouveau théâtre national de Tokyo, le Palau de les Arts de Valence, La Fenice de Venise, la ABAO de Bilbao, le festival de Bregenz ou encore les Arènes de Vérone, ville où elle réside.
Elle débute dans le rôle-titre de Madame Butterfly, dans sa version originale restaurée en deux actes de 1904, mise en scène par Alvis Hermanis à la Scala en décembre 2016,,, qui est un triomphe public et critique, sous la direction de Riccardo Chailly.